# Bob Salmieri
Bob Salmieri, all'anagrafe Roberto Salmieri (Roma, 23 maggio 1958), è un compositore, sassofonista, polistrumentista e scrittore italiano.

## Biografia
Agli inizi del XX secolo la famiglia paterna si trasferisce dall'isola di Favignana (TP) a Tunisi, dove nasce il padre Carlo che tornerà in Italia ventenne. È il legame paterno con la Tunisia che lo avvicinerà fin da bambino alla cultura mediorientale, influenzandone la produzione artistica.
Dal 1979 al 1985 dirige l'associazione di sperimentazione teatrale e musicale L'Alambicco, curando le regie e le colonne sonore.
Dal 1995 dirige Milagro Acustico, formazione multietnica con la quale ha inciso diversi album negli USA e in Italia. L'aspetto più peculiare della sua attività è l'utilizzo di poesie della tradizione arabo-sicula come testi. In particolare utilizza liriche dei poeti arabi di Sicilia per tre album: Poeti arabi di Sicilia (2005), SIQILIAH terra d'Islam (2007) e Sicilia Araba (2013). Nel cd Rubaiyyat of Omar Khayyam (2004) ha tradotto le quartine del poeta persiano Omar Khayyam in siciliano. Nei suoi album ospita musicisti come Marwan Samer, Nour-Eddine, Pape Kanoutè, Jamal Ouassini, Andrea Alberti, Abdalla Mohamed e Pejman Tadayon.
Nel 2005 collabora con l'etichetta turca Muzikal Yapim e registra con musicisti di spicco del panorama turco come Burak Aziz, Volkan Gucer, Turker Dinletir, Gunay Celik. In America pubblica due album con Tinder records e HOS - Valley entertainment.  In Italia incide con Compagnia Nuove Indye (CNI Music) 5 album. Nel 2013 fonda l'etichetta Cultural Bridge con la quale produce concerti e cd di artisti nel panorama della world music, del jazz e della musica sperimentale. Nel 2015 realizza il CD Rosa del Sud, con brani composti per la voce della cantante siciliana Rosa Balistreri utilizzando vecchie registrazioni della cantante e ricreando interamente il tessuto sonoro di ispirazione non più popolare ma jazzistico. Il progetto verrà ampliato nel 2019 con "Rosa del Sud remix". Nel 2020 collabora con musicisti polacchi come il violinista Stanisław Jan Klemens Słowiński, il vibrafonista Mateusz Nawrot e il clarinettista Michal Gorczynski e con il flautista turco Volkan Gucer alla realizzazione di Casbah!
Nel 2016 fonda il gruppo di jazz mediterraneo Erodoto Project  realizzando il loro primo album, Stories: Lands, Men & Gods prodotto da Cultural Bridge nel 2017. Nel 2018 viene pubblicato Molòn labè (come and get them!). Nel 2020 realizza Mythos - Metamorphosis Erodoto Project con il trio d'archi Mirò, ispirato alle Metamorfosi di Ovidio, presentato in anteprima al Singer Jazz Festival di Varsavia.
Nel 2021 costituisce Bob Salmieri Bastarduna Quintet  registrano in piena pandemia il disco "...and Mama was a belly dancer" per Cultural Bridge pubblicato a Marzo 2021.
Nel 2023 sempre per Cultural Bridge esce "Ma Sister jumps through fire", seguito del disco precedente  e la versione estesa l'anno seguente.
Incide con diversi pseudonimi: Joe Siciliano Jazz Trio, Kafiristan (Chillout), Beato Angelico (solo piano).
Pubblica il primo libro "I Storie o Cafè di lu Furestiero" (ed. Interculturali) nel 2005, a cui si ispira alle composizioni del CD omonimo, nel 2007 pubblica "Uomini e Dei - Piccola Odissea Siciliana" (Coppola Editore) continuazione della saga del Cafè. Nel 2015 pubblica il romanzo "La Ballata dei Bastarduna" (Ed. Progetto Cultura)
Nel 2022 pubblica una nuova edizione de "I storie o Cafè di lu Furestiero" riveduta, ampliata con nuovi racconti e con le illustrazioni di Vezio Paoletti con il titolo "Il Cafè del Forestiero  - tutte le storie"
Nel 2021 esce la prima edizione del romanzo "...e mamma faceva la danza del ventre" (Margana edizioni". Una seconda edizione viene pubblicata nel 2023 per Cultural Bridge-Musica e libri
Nel 2023 pubblica insieme al pianista Alessandro de Angelis l'album "Sicilian Lullabies and Tales" e comincia una serie di prolifiche collaborazioni con la cantante statunitense Mary Ann Palermo e i chitarristi spagnoli Juan Martìnez Pérez, Manuel Galan , la cantante americana Loretta Perry e il produttore argentino Alejandro Fernandez Lecce.

## Discografia

### Bob Salmieri
- 2025 A single Moltitude - The Jazz Side -Album (Cultural Bridge)
- 2025 The echo of your goodbye -  with Mary Ann PalermoSingle (Cultural Bridge)
- 2025 Latino - with Manuel Galan - Single (Cultural Bridge)
- 2025  November Blues - with Manuel Galan - Single (Cultural Bridge)
- 2025  Let's get together and Just a groove thang - with Loretta Perry, Alejandro Fernandez Lecce - Single (Cultural Bridge)
- 2024  Sell me your soul -  with Mary Ann PalermoSingle (Cultural Bridge)
- 2024  Moon Dance - Single (Cultural Bridge)
- 2024  Let the rain come - Single (Cultural Bridge)
- 2024  Benny Golson's dream - Single (Cultural Bridge)
- 2024  Bright light of Gaza - Single (Cultural Bridge)
- 2023 Light of Nubia - with Juan Martínez Pérez - Single (Cultural Bridge)
- 2023 Dos Nambucos - with Juan Martínez Pérez - Single (Cultural Bridge)
- 2023 Hollow point - with Mary Ann Palermo - Single (Cultural Bridge)
- 2023 A tram for lovers - with Mary Ann Palermo - Single (Cultural Bridge)
- 2023 Song for my father - with Mary Ann Palermo - Single (Cultural Bridge)
- 2023 Sicilian Lullabies and Tales Album (Cultural Bridge)
- 2023 The Holy Inn-Keeper - Single
- 2023 The Wandering Child - Single (Cultural Bridge)
- 2022 Mi Beautiful Nun- Single (Cultural Bridge)
- 2022 The Dead  - Single (Cultural Bridge)
- 2022 Le Fate di monte Mojo - Single   (Cultural Bridge)
- 2022 Door of My Desert  - Single (Cultural Bridge)
- 2022 Morning Dream  - Single (Cultural Bridge)
- 2022 Ancient Cerimony - Single   (Cultural Bridge)
- 2022 Spartacus Love theme (Babuzzle Sas)
- 2022 Not Allowed - single (Regresja)

### ConMilagro Acustico
- 2024 The Golden Age Vol. 2 (Cultural Bridge indie label)
- 2023 The Golden Age Vol. 1 (Cultural Bridge indie label)
- 2023 Bir Ali Blues (Cultural Bridge indie label)
- 2022 Favara (remix) (Cultural Bridge indie label)
- 2022 Shaer'Abyad (Cultural Bridge indie label)
- 2022 Balarm (Cultural Bridge indie label)
- 2022 Casbah! (Cultural Bridge indie label)
- 2019 Rosa del Sud remix (Cultural Bridge indie label) (Tinder records - USA)
- 2018 Sicilia Araba Live! (Cultural Bridge indie label)
- 2015 Rosa del Sud un omaggio a Rosa Balistreri (Cultural Bridge indie label)
- 2013 Sicilia Araba - arabic poets of Sicily 827 - 1091 (Cultural Bridge indie label)
- 2011 Sangu ru Poeta - Sairin Kani, Nazim Hikmet, Ignazio Buttitta poems (Compagnia Nuove Indye)
- 2010 Thermae Atmospherae - triplo cd (Compagnia Nuove Indye)
- 2007 SIQILIAH, Terra d'Islam (Compagnia Nuove Indye)
- 2006 I Storie o Cafè di lu Furestiero Novo (Compagnia Nuove Indye)
- 2005 Poeti Arabi di Sicilia (Compagnia Nuove Indye)
- 2004 Rubaiyyat of Omar Khayyam (HOS & Valley Entertainment - USA)
- 2002 I Storie o Cafè di lu Furestiero (Tinder records - USA)
- 1998 Onirico (autoproduzione)

### ConErodoto Project
- 2022 Cauno e Bibli - single  (Cultural Bridge)
- 2022 Eastern Breath - single (Cultural Bridge)
- 2022 Painful Land - single (Cultural Bridge)
- 2020 Mythos - Metamorphosis (Cultural Bridge indie label)
- 2018 Molòn labè (Come and get them!) (Cultural Bridge indie label)
- 2017 Stories: Lands, Men & Gods (Cultural Bridge indie label)

### ConManosanta Hard Soul
- 2025 Sicilian Connection (Cultural Bridge indie label)
- 2020 Live (Cultural Bridge indie label)

### ConBob Salmieri Bastarduna Quintet
- 2024 Ma sister jumps through fire (Extended Version) Album (Cultural Bridge)
- 2023 Ma sister jumps through fire Album (Cultural Bridge)
- 2022 Where are you, Mama? - Single (Cultural Bridge)
- 2022 Old man with sax - single (Cultural Bridge)
- 2022 Cerimony for "The Chinese single (Cultural Bridge)
- 2022 Mahamud le fakir - single (Cultural Bridge)
- 2022 Tabarin Olimpo - single  (Cultural Bridge)
- 2021 Lola l'Ammazzasette - Single (Cultural Bridge)
- 2021 Sister jump! - Single (Cultural Bridge)
- 2021 Nina the dressmaker Single (Cultural Bridge)
- 2021 ...and Mama was a belly dancer Album (Cultural Bridge indie label)